# Miimama Parima
Miimama Parima ou Mii Parima était un homme politique des îles Cook né le 16 janvier 1954  sur l'île de Mangaia. Il décède au Auckland City Hospital le 6 décembre 2008.

## Formation
Il fait ses études primaires à la Tamarua Primary School (Mangaia) puis secondaires au Mangaia College.

## Vie professionnelle
Mii Parima est agriculteur à Mangaia, produisant des taros et s'occupant d'un élevage porcin et caprin. Il dirige également une petite boutique à Tamarua

## Carrière politique
Membre du Cook Islands Party, il est élu pour la première fois à la députation lors des élections du 24 mars 1994 dans la circonscription de Tamarua et a depuis toujours été réélu